# Simutrans
Simutrans è un videogioco di simulazione multipiattaforma in cui l'obiettivo è quello di costruire una rete di trasporti efficace per il trasporto di passeggeri, posta e beni via terra (tramite treni, autobus, camion, tram, monorotaia e treno a levitazione magnetica), aria (aeroplani) e mare (navi). Come OpenTTD, è una riproposizione open source dell'idea alla base di Transport Tycoon. Inizialmente scritto da Hansjörg Malthaner, è attualmente mantenuto e sviluppato da un team di sviluppo e da una community internazionale di volontari.
Simutrans è disponibile per sistemi Microsoft Windows, Linux, BeOS, macOS e AmigaOS 4.x, protetto da licenza artistica, adottata nel 2007; precedentemente, era sviluppato internamente e closed-source.
Esiste inoltre un ramo del progetto dedito allo sviluppo di un videogioco maggiormente realistico, chiamato prima Simutrans Experimental, ora Simutrans Extended